# Manusela
Le manusela est une langue langues malayo-polynésiennes de la famille des langues austronésiennes.
Il tient son nom d'un village dans l'île indonésienne de Céram dans les Moluques. Il est situé dans le parc national auquel il a donné son nom. 

## Dialectes
Les locuteurs du manusela habitent quelque 30 villages dans les montagnes du nord de l'île indonésienne de Céram dans les Moluques et le long de la baie de Teluti.
On distingue les dialectes suivants : le hatuolu, le kanikeh, le maneo et le manusela du sud.

## Classification
Le manusela est une des langues maluku central, un des sous-groupes qui constituent le malayo-polynésien central.